# Liste der Naturdenkmale in Nieste (Gemeinde)
Die Liste der Naturdenkmale in Nieste (Gemeinde) nennt die auf dem Gebiet der Gemeinde Nieste im Landkreis Kassel in Hessen gelegenen Naturdenkmale. Dies sind gegenwärtig Bäume an 2 Standorten.

## Bäume
| Bild                          | Bezeichnung                                | Ortsteil, Lage                         | Beschreibung | Art | Nr.      |
| ----------------------------- | ------------------------------------------ | -------------------------------------- | --- | --- | -------- |
| mehr Fotos \| Fotos hochladen | 1 Eiche                                    | Nieste 51° 18′ 37,5″ N, 9° 38′ 46,5″ O | Stieleiche ca. 1,3 km westlich des Ortsrandes von Nieste. Der beeindruckende alte Baum steht im Wald des Gerholdsberges, im Nordwesten des Sensenstein-Geländes. Der Wanderweg P11 „Niester Riesen“ führt direkt vorbei. Der Stamm des Baumes ist hohl, etliche Hauptäste wurden abgesägt. Stammumfang: 6,20 m Höhe: 20 m Pflanzjahr: ca. 1655 OSM-Link zur Kartendarstellung: Eiche am Sensenstein | Quercus robur                                                                                           | 6.33.551 |
| mehr Fotos \| Fotos hochladen | Koniferengruppe „Waldlehrpfad Rottebreite“ | Nieste 51° 18′ 39,7″ N, 9° 39′ 7,6″ O  | Baumgruppe ca. 800 m westlich des Ortsrandes von Nieste. Die 6 Nadelbäume stehen im Wald des Gerholdsberges und werden auch als „Niester Riesen“ bezeichnet. Der Wanderweg P11 „Niester Riesen“ führt direkt durch die Baumgruppe. Eine örtlich Beschilderung erläutert die 1887 angelegte Baumgruppe. Riesenmammutbaum: Stammumfang: 4,55 m Höhe: 46 m OSM-Link zur Kartendarstellung: Riesenmammutbaum am Gerholdsberg Douglasie: Stammumfang: 4,20 m Höhe: 46 m OSM-Link zur Kartendarstellung: Douglasie am Gerholdsberg Pazifische Edeltanne: Stammumfang: 3,40 m OSM-Link zur Kartendarstellung: Pazifische Edeltanne am Gerholdsberg Große Küstentanne 1: Stammumfang: 2,95 m OSM-Link zur Kartendarstellung: Große Küstentanne 1 am Gerholdsberg Große Küstentanne 2: Stammumfang: 3,40 m OSM-Link zur Kartendarstellung: Große Küstentanne 2 am Gerholdsberg Kanadische Hemlocktanne: Stammumfang: 3,05 m Höhe: 38 m OSM-Link zur Kartendarstellung: Kanadische Hemlocktanne am Gerholdsberg | Sequoiadendron giganteum + Pseudotsuga menziesii + Abies procera + 2 × Abies grandis + Tsuga canadensis | 6.33.552 |

## Ehemaliges Naturdenkmal
| Bild                          | Bezeichnung | Ortsteil, Lage                         | Beschreibung | Art | Nr. |
| ----------------------------- | ----------- | -------------------------------------- | --- | --- | --- |
| mehr Fotos \| Fotos hochladen | Eichenstamm | Nieste 51° 18′ 41,2″ N, 9° 38′ 34,9″ O | Abgestorbener Eichenstamm ca. 1,5 km westlich des Ortsrandes von Nieste. Der Stamm steht im Wald des Gerholdsberges, im Norden des Sensenstein-Geländes, am Wanderweg P11 „Niester Riesen“. Die Eiche ist abgestorben, der verbliebene Stamm mit Hauptästen aber beeindruckend. In (veralteten) Topographischen Karten ist dieser Baum noch als Naturdenkmal eingetragen, im aktuellen behördlichem Kataster nicht mehr. OSM-Link zur Kartendarstellung: Eichenstamm am Sensenstein | -   | -   |

## Belege
1. ↑  Nach dem amtlichen Kataster der Unteren Naturschutzbehörde des Landkreises Kassel und vor Ort Recherche 2016 - März 2017.
2. ↑  Messung 2020-12-12 in h=1,30 m
3. ↑  Angaben zu Größe und Pflanzjahr nach Rüdiger Germeroth, Horst Koenies, Reiner Kunz: Natürliches Kulturgut - Vergangenheit und Zukunft der Naturdenkmale im Landkreis Kassel, Herausgeber: Kreisausschuss des Landkreises Kassel, Untere Naturschutzbehörde, Wolfhagen, 2005, Anhang "Bäume" S. 186 ff. Das Pflanzjahr wurde über das dort geschätzte Alter und das Erscheinungsjahr (2005) der Publikation zurückgerechnet.
4. ↑  Messung 2017-03-31 in h=1,30 m
5. 1 2 3  Angaben zur Höhe nach örtlicher Beschilderung des Naturparks und anderer Institutionen, vorgefunden 2020-12-12
6. ↑  Messung 2017-03-31 in h=1,30 m
7. ↑  Messung 2017-03-31 in h=1,30 m
8. ↑  Messung 2017-03-31 in h=1,30 m
9. ↑  Messung 2017-03-31 in h=1,30 m
10. ↑  Messung 2017-03-31 in h=1,30 m

- Karte mit allen Koordinaten:
- OSM |
- WikiMap